# Malandriano
Malandriano è una frazione del comune di Parma, appartenente al quartiere Cittadella.
La località è situata 7,55 km a sud-est del centro della città.

## Geografia fisica
La frazione sorge in posizione pianeggiante in una zona ricca di sorgenti, per secoli utilizzate per alimentare l'acquedotto Farnesiano di Parma; il sottosuolo è ricco di ghiaia, depositata dal torrente Parma, che prima dell'età del bronzo attraversava il territorio per sfociare nell'Enza.

## Storia
Le più antiche tracce della presenza umana nei pressi di Malandriano risalgono all'età del bronzo.
La zona risultava abitata anche in epoca romana, come testimoniato dal rinvenimento di alcune monete e dalla suddivisione del territorio che ricalca ancora in parte l'antica centuriazione.
Il borgo si sviluppò in epoca altomedievale, intorno alla pieve di San Martino, identificabile forse nella plebe Sancti Martini quae dicitur ad Casale Parencianum menzionata nell'877 in un atto emesso dal vescovo di Parma Guibodo, anche se gli storici più recenti tendono a escludere che si tratti della chiesa di Malandriano, la cui più antica citazione certa risale invece al 1032. La località fu nominata per la prima volta nel 1005, in un atto notarile riguardante un terreno situato in loco Malandriano non longe da villa que dicitur Colorite.
Successivamente a difesa del borgo fu eretto un edificio fortificato, appartenente agli inizi del XV secolo ai Baratti di Castione; nel 1406 Ottobuono de' Terzi imprigionò a Guardasone il castellano, accusato di ribellione, e fece radere al suolo il maniero.
Nel 1573 il duca Ottavio Farnese fece costruire, attingendo l'acqua potabile delle sorgenti di Malandriano, l'acquedotto Farnesiano, per alimentare la città di Parma.
Per effetto dei decreti napoleonici, nel 1806 la località divenne frazione del nuovo comune (o mairie) di Marore, che fu sciolto nel 1870 e inglobato in quello di San Lazzaro Parmense, a sua volta assorbito da quello di Parma nel 1943.
Nel frattempo, nel 1900, per volere del sindaco di Parma Giovanni Mariotti, fu costruito un nuovo acquedotto, attingendo l'acqua dalle sorgenti di Marano; l'antico acquedotto Farnesiano non fu inizialmente abbandonato, ma, affiancando la moderna infrastruttura, rimase in funzione fino al 1994.

## Monumenti e luoghi d'interesse

### Chiesa di San Martino

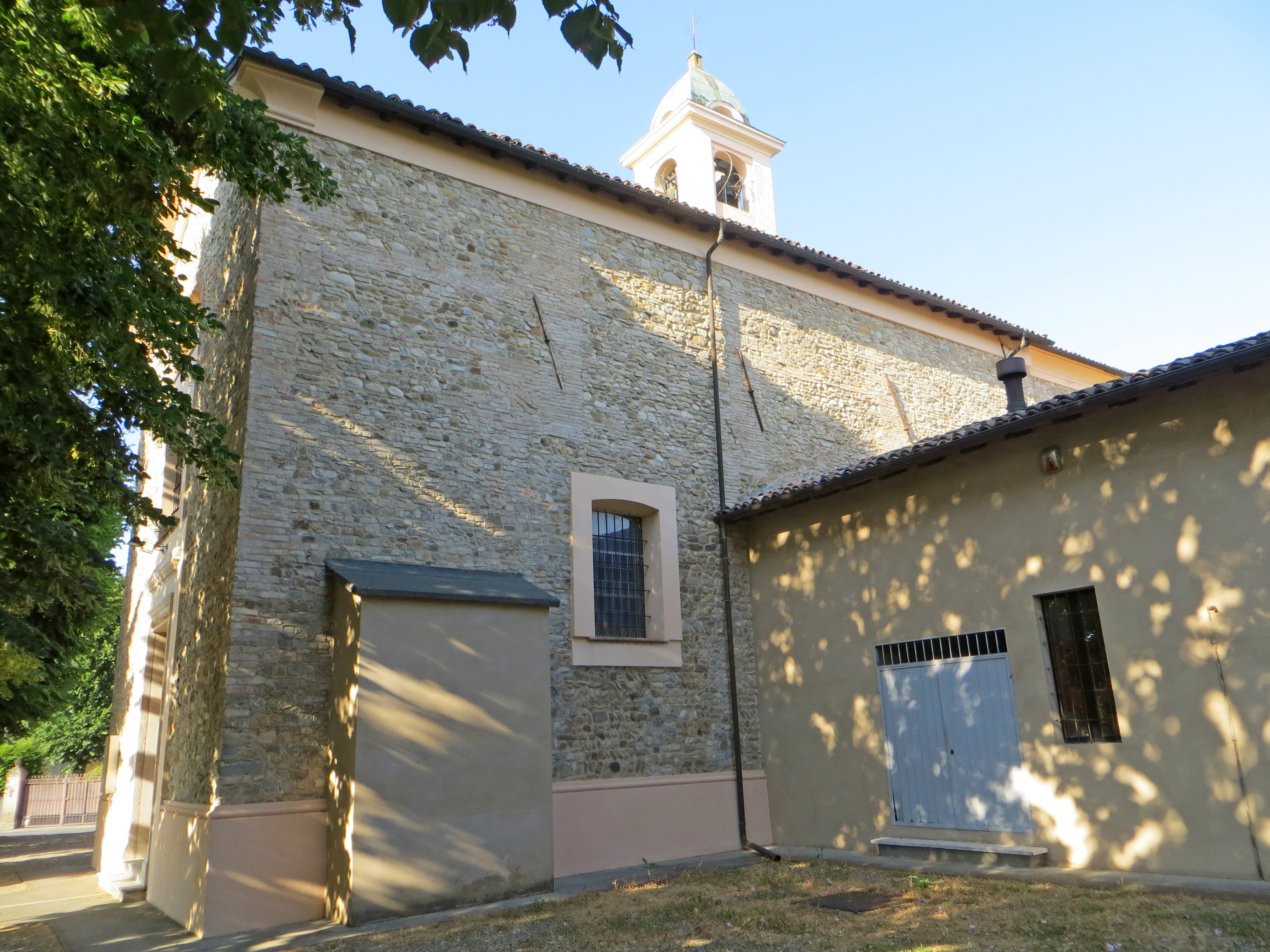
Chiesa di San Martino

Esistente forse già nell'877, la pieve romanica fu menzionata con certezza per la prima volta nel 1032; ormai in rovina, fu quasi completamente ricostruita in stile barocco verso la fine del XVII secolo; parzialmente modificata negli interni intorno alla metà del XX secolo, la chiesa conserva alcuni dipinti seicenteschi di pregio e un portacero quattrocentesco.

### Castello
Edificato in epoca ignota, il castello dei Baratti fu raso al suolo nel 1406 per volere di Ottobuono de' Terzi e mai più ricostruito.